# Маседония (1932)
Вижте пояснителната страница за други значения на Маседония.
„Маседония“ (на английски: Macedonia) с подзаглавие „Списание на македонското движение за свобода и независимост“ е българско месечно илюстровано списание, издание на Централния комитет на Македонската политическа организация в Съединените щати и Канада.
Излиза от януари до декември 1932 година в Индианаполис, щата Индиана, САЩ. Редактирано е от Тодор Калев.
| Годишнина | Броеве | Дата                        |
| --------- | ------ | --------------------------- |
| I         | 1 – 10 | януари 1932 – декември 1932 |

Списанието има за цел осведомяването на обществеността по Македонския въпрос. Съдържа статии по историята на Македония, на революционното движение, Илинденско-Преображенското въстание, българското църковно-училищно дело, разкази, описания на бита и фолклор. В списанието пишат Любомир Милетич, Симеон Евтимов, Кръстьо Велянов, Вангел Сугарев, Стефан Младенов, Стоян Христов, Фриц Конрад, Джон Бейклес.